# Омар Харбин
Умар Джихад ас-Сума (на арабски: عمر خربين, роден на 15 януари 1994) е сирийски професионален футболист, нападател и състезател на Сирийския национален отбор по футбол. Футболист на отбор от ОАЕ Шабаб Ал-Ахли.
Участник в Купата на Азия 2023. Автор на два гола, първия срещу Тайланд – 2:1, втория в 1/8 финала срещу Иран – 1:1 (3:5 след дузпи).

## Успехи
Ал-Хилал (Рияд)
- Саудитска професионална лига
  - Шампион (3): 2016/17, 2017/18, 2019/20
- Купа на Краля
  - Носител (2): 2017, 2019/20
- Саудитска Супер купа
  - Носител (1): 2018
- Шампионска лига на Азия
  - Носител (1): 2019
  - Финалист (1): 2017

 Шабаб Ал-Ахли (Дубай)
- ОАЕ Про лига
  - Шампион (1): 2022/23